# وضوح ۴کی

مقایسه وضوح تصاویر موجود در رسانه‌ها

4K یک وضوح تصویری استاندارد در فیلم‌برداری و کارت گرافیک رایانه است. تعداد پیکسل‌ها در وضوح 4K چهار برابر فرمت 1080p است. اما استاندارد UHD دقیقاً سایز ۲۱۶۰×۳۸۴۰ یا به اصطلاح 2160p است. در مقایسه با استاندارد قبلی QHD که ۲۵۶۰x۱۴۴۰ بود، ۴K دقیقاً سایز و عرضی ۲ برابر را دارا می‌باشد. وضوح این فرمت تقریبا ۴۰۰۰ پیکسل در هر وضوح صفحه نمایش افقی است. به بیان دیگر، تعداد پیکسل‌های تلویزیون تمام اچ‌دی را می‌توان در یک چهارم یک صفحه نمایش 4K جای داد. این امر از طریق به‌کارگیری تعداد پیکسل‌های بیشتر (۸۲۹۴۴۰۰ پیکسل) برای ایجاد تصاویر واضح‌تر و با جزئیات بیشتر در مقایسه با نمونه‌های تمام HD میسر شده‌است. این در حالی است که استاندارد بالاتر وضوح تصاویر 8K، تعداد پیکسل‌ها را به چیزی حدود ۳۲ میلیون افزایش می‌دهد. یوتیوب یکی از سرویس‌هایی محسوب می‌شود که از این فرمت استفاده می‌کند.
بعد از تولید نمایشگرهای LED و 3D، نسل جدید تلویزیون‌ها و صفحه نمایش‌ها وارد بازار شد. امروزه بیشتر برندهای معتبر مانند ال جی و توشیبا از تلویزیون‌های 4K خود رونمایی کرده‌اند و با ورود برندهای دیگر نظیر پاناسونیک، سامسونگ، اسنوا و سونی به این عرصه، رقابت در تولید تلویزیون‌ها و صفحه نمایش‌های 4K بیش از پیش داغ شده‌است. تلویزیون‌های تمام HD با کیفیت 1080p؛ وضوح صفحه نمایشی برابر با ۱۹۲۰ * ۱۰۸۰ پیکسل دارند و در استاندارد 4K این وضوح به ۴۰۹۶ در ۲۱۶۰ پیکسل می‌رسد. این قابلیت هم‌اکنون در تلویزیون‌های تمام HD در دسترس است.
فیلم‌های 4K نسبت به فیلم‌های 1080p حجم تقریبا ۴ برابر را دارند. 